# El Preferido de Palermo

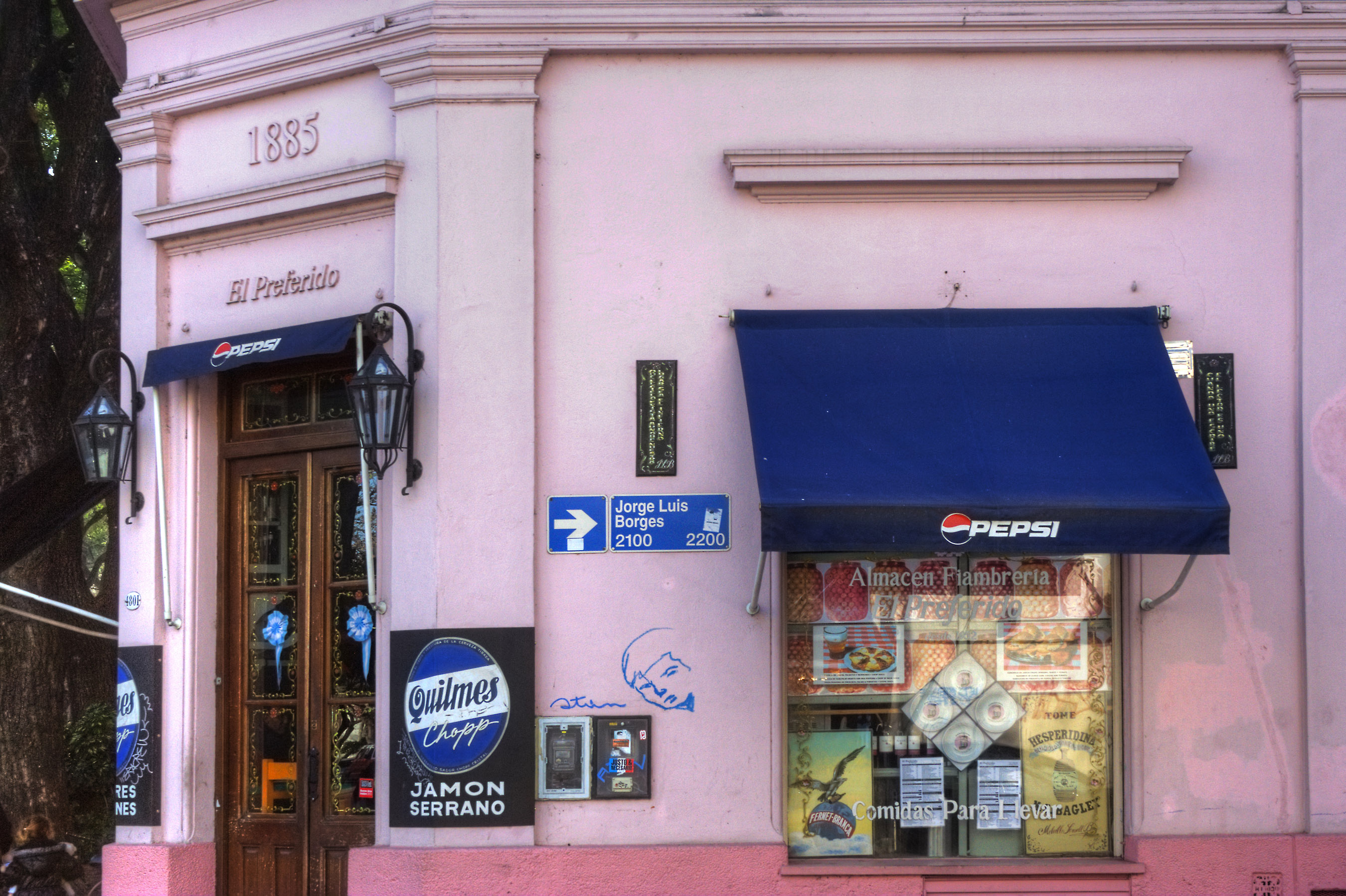

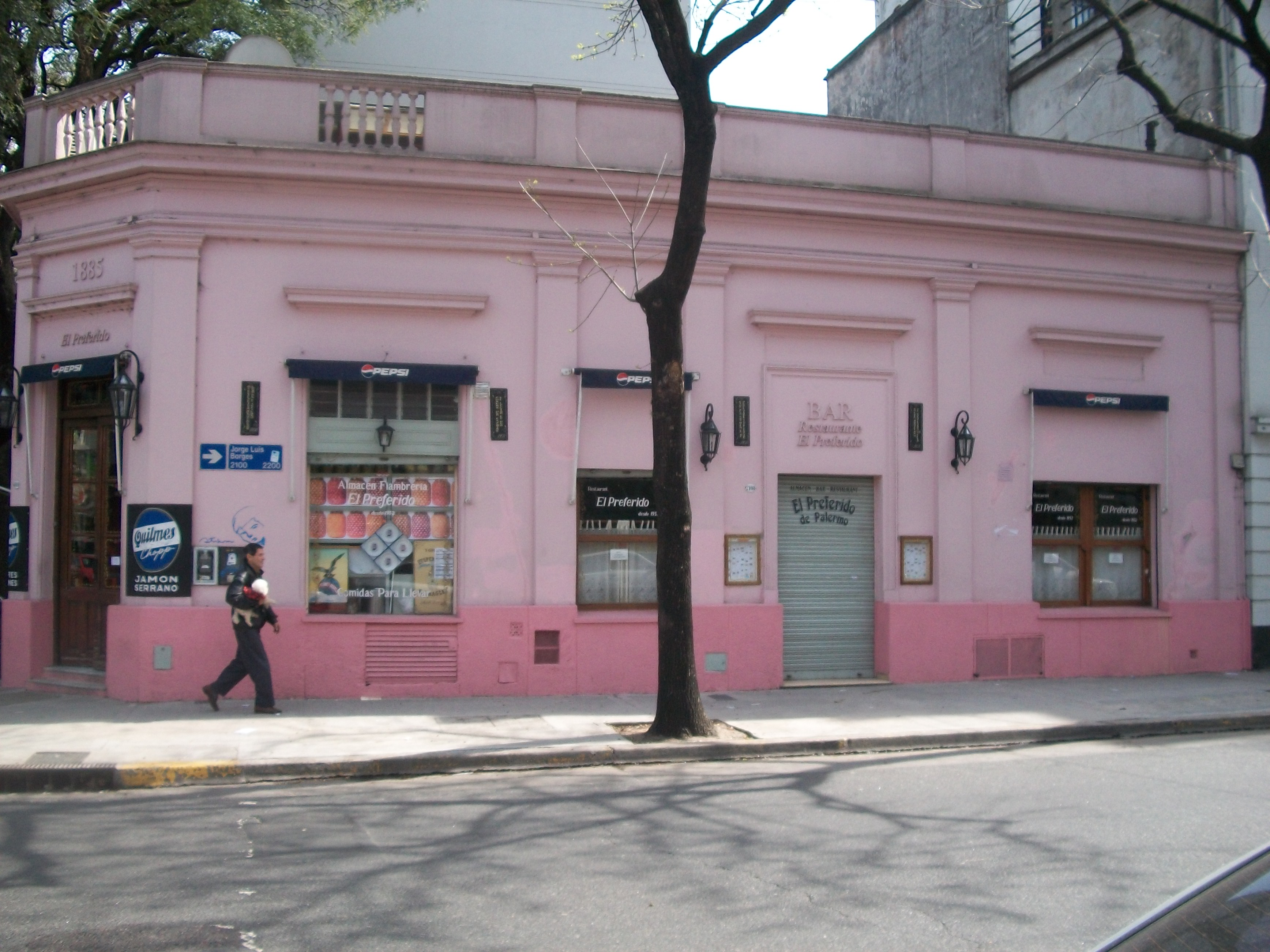

El Preferido de Palermo es un bar de la ciudad de Buenos Aires incluido entre los bares notables de la ciudad.

## Historia
Fue inaugurado en 1952 por una pareja de asturianos, que aún continúan al frente del negocio, como un despacho de bebidas. Se ubica en la esquina de Jorge L. Borges y Guatemala del barrio de Palermo. 
Es un edificio centenario, de una sola planta y sus paredes son gruesas, aún conserva el despacho de bebidas y mediante una puerta que tiene una cortina de tiras de colores casi siempre se ingresa al bar. Este último tiene un frente más grande, las columnas y los frentes son de estilo italiano.
Cuando fue solamente almacén la gente acostumbraba a tomar un vermú y posteriormente incorporaron comidas caseras a la carta.

## Reapertura
El Preferido volvió a abrir sus puertas en mayo de 2019, cuando dos socios decidieron renovar el edificio para que funcionase de manera parecida al antiguo bodegón. Hoy en día se lo puede describir como un restaurante de comida porteña que intenta reavivar viejas costumbres culinarias, volviendo al comfort food o al vermouth, y que a su vez tiene detalles típicos de la gastronomía moderna. Es tal el éxito de El Prefe que apenas a un año de su reapertura se convirtió en un restaurante notable de Buenos Aires.